# Orthosia segregata
Orthosia segregata är en nordamerikansk fjärilsart som beskrevs av Smith, 1893. Arten ingår i släktet Orthosia och familjen nattflyn. Arten förekommer i den boreala delen av Nordamerika, så långt österut som till Ottawa, Ontario.